# Episodi di Più forti del destino
La prima stagione della miniserie televisiva Più forti del destino, composta da 4 episodi, è stata trasmessa in prima visione e in prima serata su Canale 5 dal 9 al 18 marzo 2022 con un doppio appuntamento nelle serate del mercoledì e del venerdì.
| nº | Titolo          | Prima TV      |
| -- | --------------- | ------------- |
| 1  | Prima puntata   | 9 marzo 2022  |
| 2  | Seconda puntata | 11 marzo 2022 |
| 3  | Terza puntata   | 16 marzo 2022 |
| 4  | Quarta puntata  | 18 marzo 2022 |

## Prima puntata
Palermo, 1897. Tre donne: Arianna, Rosalia e Costanza, ognuna di esse combatte contro le disuguaglianze e per l'emancipazione. Ad una fiera per la scienza viene presentata una novità assoluta che affascina tutti: il cinematografo. Il primo ad aver portato il cinema a Palermo è Augusto Di Giusto, conte di Siculiana e padre di Costanza.
Arianna Di Villalba è una donna ricca, ma infelice. È sposata con Guglielmo Di San Martino, il duca di Villalba che è molto violento con lei tanto da spingerla a scappare da lui. Ma questo risultato è molto difficile in quanto il marito l'ha scoperta e l'ha separata dalla figlia Camilla.
Rosalia Catalano e il marito Giuseppe lavorano per la famiglia Di Giusto, infatti Rosalia è la governante, da sempre molto legata a Costanza, mentre Giuseppe è il cocchiere. I due coniugi ormai progettano di partire per l'America, hanno già acquistato dei biglietti per il viaggio.
Elvira, marchesa di Buonvicino, ha una figlia di nome Margherita, moglie di Ferdinando Pennisi Di Carini e madre di Tommaso. Quello di Margherita è un matrimonio insoddisfacente, infatti Ferdinando non fa che tradirla con Maria, la loro domestica, inoltre viaggia spesso e non prova nessun affetto per la moglie e il figlio. 
Costanza è fidanzata con Antonio Moncada, membro di una ricca famiglia aristocratica, che accompagna la fidanzata alla mostra. All'evento sono presenti anche Rosalia e Margherita con suo figlio Tommaso. All'esterno dell'edificio c'è un raduno di anarchici, uno di loro Libero Gulì, quando vede Costanza, rimane catturato dalla sua bellezza dal momento in cui i loro sguardi si incrociano.
Salvo, un giovane ragazzo che vende i quotidiani per strada, si avvicina alla carrozza di Guglielmo e Arianna (anche loro ospiti alla mostra) quest'ultima compra il giornale da lui, senza farsi vedere dal marito gli passa un biglietto da consegnare a Saverio Mancuso, giornalista e suo amante. Margherita si separa dal figlio e lo lascia alle cure di Rosalia.
Il cinema purtroppo prende fuoco e a causa dell'incendio muoiono molte persone, soprattutto donne, abbandonate e spintonate dagli uomini che disperatamente hanno cercato una via di fuga. In quel momento nelle vicinanze del cinema c'era una manifestazione degli anarchici, mentre l'incendio sconvolge Arianna, Costanza  e Rosalia. Quest'ultima, dopo aver portato fuori Tommaso prima dello scoppio dell'incendio, torna dentro rimanendo bloccata; viene poi spinta nel fuoco da Antonio nel tentativo di convincerlo a non abbandonare la sua promessa sposa Costanza. Quest'ultima viene poi salvata dall’anarchico Libero. Margherita invece finisce per terra e muore calpestata dai presenti andati in panico.
Arianna decide di sfruttare l'occasione a suo vantaggio: vuole che il marito la creda morta nell'incendio per potersi riprendere la figlia e scappare a Roma insieme a Saverio. Il giorno seguente il marito Guglielmo si mette sulle sue tracce chiedendo aiuto alle autorità. Rosalia è incredibilmente sopravvissuta e viene ricoverata con delle ustioni gravissime ed Elvira, accorsa per cercare Margherita, la scambia volontariamente per sua figlia e convince il medico a portarla a casa con sé. Elvira tiene nascosta Rosalia in camera spacciandola per Margherita e non la fa vedere nemmeno a Tommaso.
Antonio va a casa di Costanza raccontando ai genitori di averla persa nella fuga, ma la ragazza lo smaschera accusandolo di averla abbandonata e di aver gettato Rosalia nelle fiamme. Augusto si scusa con Antonio per le accuse rivoltegli dalla figlia, ma il ragazzo è contrariato.
Il Prefetto è convinto che dietro all’incendio ci siano gli anarchici, ma il commissario Lucchesi non è convinto e, parlando con Libero, ne ha la conferma. 
Arianna cerca di vendere dei gioielli e Lucchesi lo viene a sapere da un informatore.
Costanza intanto accompagna Giuseppe alla ricerca di Rosalia e salva Libero dall'arresto; il ragazzo la corteggia e lei gli dà un appuntamento sulla spiaggia. Viene ritrovato un bracciale di Rosalia, ma Giuseppe dice a Costanza che lei non se lo sarebbe mai tolto. Augusto chiede alla figlia di sposare Antonio perché è l'unico modo per risolvere la loro disastrosa situazione economica, di cui Costanza era all'oscuro.
Rosalia affronta donna Elvira gridando di non essere Margherita e di voler tornare a casa dal marito, ma la Marchesa le dice che non è possibile e le inietta un sonnifero facendola addormentare.
- Altri interpreti: Francesca Valtorta (Margherita Di Buonvicino), Francesco Meoni (Gaetano Barba), Luciano Miele (sindaco Peranni), Carlo Ettorre (ricettatore).
- Ascolti: telespettatori 2 702 000 – share 13,50%[3].

## Seconda puntata
Rosalia tenta invano di scappare dal palazzo di Elvira sconvolgendo il personale di servizio. Tutto ciò che vuole è ritornare dal marito Giuseppe, ma Elvira le fa credere che l'uomo è morto nell'incendio e cerca di farle capire che non le converrebbe tornare alla vita di prima. Le spiega  che non vuole che il proprio patrimonio finisca nelle mani del genero con cui non è in buoni rapporti, almeno per salvaguardare gli interessi del piccolo Tommaso.
Il Questore insiste sul fatto che l'incendio è stato probabilmente causato da una bomba piazzata dagli anarchici. Guglielmo Di San Martino pretende che si faccia chiarezza e che venga fatta giustizia per le oltre 100 vittime: il politico vorrebbe che fossero gli anarchici ad essere incolpati dell'incendio e fa pressioni sul Prefetto promettendogli un trasferimento importante.
Costanza se la prende con il fidanzato Antonio che accampa delle scuse per non averla salvata. Quest'ultimo non è il fidanzato che ha scelto, ma è l'uomo a cui è stata promessa ed è il rampollo di una famiglia ricca. La ragazza mette quindi in discussione il proprio futuro.
Libero è in realtà il figlio del commissario Lucchesi ed è nato dalla relazione con Eva, una donna uccisa senza che fosse stata fatta giustizia. Nel retro della locanda dell’amico Gaetano, "La rosa nera", Lucchesi lo avvisa del fatto che è tra i sospettati dato che ha lavorato all'allestimento della mostra e gli consiglia di scappare.
Arianna riesce a recapitare una lettera a sua figlia Camilla. Nelle stesse ore Arianna e Saverio escogitano una soluzione su come avere i soldi necessari per la fuga e liberare Camilla dal giogo paterno. Arianna chiede aiuto a sua sorella Matilde (moglie di Augusto e madre di Costanza), la quale, sconvolta per averla ritrovata, però non può aiutarla economicamente.
Costanza fa visita a quella che pensa essere Margherita. Rosalia, irriconoscibile perché totalmente ustionata, si è immedesimata perfettamente nella parte dopo le raccomandazioni di Elvira. Rosalia tenta comunque di scappare, ma viene fermata dal maggiordomo Giovanni facendo cadere fuori dal portone del palazzo una busta che conteneva i biglietti che lei e Giuseppe avrebbero dovuto usare per partire verso l'America. La donna pensa di accettare la proposta di Elvira, inizia ad uscire dalla stanza e incontra Tommaso, il quale però capisce subito che lei non è Margherita, ma la accetta ugualmente e in qualche modo allieta le sue giornate.
Libero è costretto a nascondersi, in quanto sono state formalizzate le accuse di strage nei suoi confronti. Nonostante ciò incontra, Costanza che in un primo momento lo tiene a distanza con la scusa di essere fidanzata, ma dopo i due fanno l'amore sulla spiaggia. Guglielmo affronta il commissario Lucchesi accusandolo di avergli tenuto nascosto il fatto che qualcuno ha cercato di vendere i gioielli di sua moglie.
Il commissario Lucchesi chiede aiuto a Saverio Mancuso per risalire all'identità delle persone salvate da Libero. Uscendo da casa sua si imbatte in una donna incappucciata, Arianna, capendo che è la persona che ha cercato di vendere i gioielli come quelle descritta dall'informatore.
Libero va a trovare Costanza nella sua villa, entra nella sua camera da letto nel cuore della notte, Costanza lo bacia e mentre i due sono sdraiati sul letto, vengono colti in flagrante da Matilde che manda via il ragazzo. Non accetta che la figlia sia innamorata dell'uomo che è accusato di essere il responsabile dell'incendio, oltre al fatto che appartiene a un'estrazione sociale inferiore alla loro. 
Arianna e Saverio vanno a casa di Guglielmo a rubare il denaro dalla cassaforte nascosta dietro a un quadro. Saverio lancia al cane uno straccio, che gli aveva dato Arianna con il proprio odore, in modo da poterlo distrarre prima dell'arrivo di Guglielmo. I due riescono a scappare con i soldi senza che l'uomo si accorga di nulla, ma vengono visti dal poliziotto Patanè, che Lucchesi aveva incaricato di sorvegliare Saverio.
Giuseppe sta per lasciare la residenza dei Di Giusto quando riceve a sorpresa la lettera di Rosalia. Quest'ultima si sente male in giardino e il dottore che la visita le dice che è incinta. 
Arianna, dopo aver incontrato sua figlia Camilla in un parco, si dà alla fuga vedendo arrivare i poliziotti, ma viene fermata dal commissario Lucchesi.
- Altri interpreti: Francesco Meoni (Gaetano Barba).
- Ascolti: telespettatori 2 402 000 – share 12,20%[4].

## Terza puntata
Guglielmo fa partire le ricerche perché ha capito che Camilla è sparita per ricongiungersi con Arianna, la quale non è morta come pensava. Il politico fa fermare Salvo avendo capito che ha fatto da messaggero per Arianna: il ragazzo è costretto a fargli il nome di Saverio. Poco dopo Salvo recupera Camilla nel parco scappando dagli uomini di Guglielmo.
Il commissario Lucchesi ha portato al sicuro Arianna, dalla quale si fa dire la verità riguardo alla sua fuga. Prima di lasciarla andare, le racconta che Guglielmo quindici anni prima aveva ucciso sua moglie.
Patanè dice a Lucchesi che un pompiere ha raccontato di aver visto Libero salvare una donna nell'incendio. Costanza e Libero si rivedono sulla spiaggia, ma vengono visti da Antonio. Il marchese, rassicurato, chiede poi alla ragazza di sposarlo.
Guglielmo fa sequestrare Saverio e lo colpisce con diverse coltellate dopo essere stato deriso e aver sentito tutte le cose che faceva con Arianna. La donna arriva troppo tardi a casa sua trovandolo esanime sul pavimento. Lo fa portare in ospedale, ma non sopravvive alle ferite, e muore facendola sprofondare nella disperazione.
Lucchesi interrompe la festa di fidanzamento di Costanza per farle alcune domande su Libero: la ragazza conferma di essere stata salvata dall'anarchico e accetta di testimoniare in suo favore per salvarlo dalla pena di morte venendo rimproverata da Antonio davanti a tutti gli invitati. Successivamente il marchese le chiederà scusa ma, seguendola in città, la vede baciarsi con Libero alla taverna "La rosa nera".
Ferdinando torna a casa mentre Elvira cerca di convincere Rosalia ad abortire, ma lei non vuole rinunciare al bambino che aspetta, frutto dell'amore tra lei e il marito Giuseppe. Il problema è che da tanto Ferdinando e Margherita non dormivano insieme e quindi la moglie non può essere incinta. Rosalia quindi in piena notte va nella camera da letto dell'uomo e si concede a lui, Ferdinando infatti non si è accorto che quella non è la moglie e cede alla sua spietata seduzione, così la donna potrà giustificare successivamente la propria gravidanza.
Salvo accompagna Camilla a casa della zia Matilde. Il ragazzo non fa in tempo ad avvisare Arianna e ad accompagnarla lì che Guglielmo ha già portato via sua figlia. Giuseppe intanto ha trovato l’uomo che ha portato i biglietti che aveva affidato a Rosalia al palazzo della famiglia Di Giusto.
Costanza fa presente al padre che ha saputo da Margherita (cioè Rosalia) che l'incendio è scaturito dal proiettore, ma lui preferisce che tutti continuino a ritenere gli anarchici colpevoli di quanto accaduto. Racconta così questa versione al commissario Lucchesi, il quale decide di parlare con il proiezionista. Questo dice che è stato un incidente e che aveva avvisato gli organizzatori del pericolo, infatti riteneva che fosse necessario installare una presa d'aria, ma fu ignorato, data l'impazienza di organizzare il prima possibile la mostra.
Antonio, durante una riunione con le forze dell'ordine, alla quale partecipa anche Guglielmo, dice di aver visto l'anarchico Libero nei pressi della taverna "La rosa nera" vicina al porto e racconta al padre di Costanza di averla vista baciarsi con il ragazzo, annullando così il matrimonio. Augusto è furioso e chiede spiegazioni alla figlia, la quale gli tira uno schiaffo.
Arianna, Lucchesi e Gaetano raccontano a Libero che l'assassino di sua madre Eva, una famosa cantante, è Guglielmo, infatuatosi della donna. Il matrimonio tra Lucchesi ed Eva era sempre stato segreto, perché lei non voleva danneggiare la sua carriera artistica come moglie di un agente di polizia. Guglielmo voleva che Eva si concedesse a lui, uccidendola dopo averla picchiata brutalmente davanti al suo rifiuto e Lucchesi non riuscì ad arrestarlo solo per mancanza di prove.
Negli stessi istanti irrompono gli agenti che sparano a Gaetano uccidendolo, e arrestano Libero e Lucchesi, accusato di favoreggiamento. Gli uomini di Guglielmo uccidono poi il proiezionista spingendolo sotto a una carrozza per evitare che possa testimoniare.
Ferdinando ormai sembra completamente ossessionato da Rosalia, ignaro che quella non è la moglie Margherita, tanto da ignorare la sua amante Maria costringendo Rosalia ad avere un rapporto sessuale con lui mentre la donna giocava con Tommaso, obbligando Maria a portare via il bambino. Giuseppe scopre che i biglietti sono stati trovati da un ragazzo nella villa di Elvira, quindi si presenta alla residenza della marchesa venendo assunto come cocchiere da Ferdinando. Rosalia scopre così che Giuseppe è vivo, i due si guardano e l'uomo sembra in qualche modo riconoscerla.
Arianna chiede alla sorella di prendersi cura di Camilla se le dovesse succedere qualcosa e fa ritorno a casa.
- Altri interpreti: Francesco Meoni (Gaetano Barba), Gabriele Paolocà (proiezionista), Antonio Marzolla (Capitano di Pubblica Sicurezza).
- Ascolti: telespettatori 2 252 000 – share 11,60%[5].

## Quarta puntata
Guglielmo sembra voler perdonare Arianna. Intanto il Prefetto vuole spingere Libero a confessare. 
Maria confessa a Ferdinando che la moglie è in dolce attesa, quest'ultimo sa di non poter essere il padre, non avendo ancora capito che Margherita è morta e che la donna che si spaccia per lei è Rosalia, dà per scontato che la moglie lo abbia tradito. La marchesa Elvira organizza una cena in maschera e Ferdinando con una velata minaccia fa capire a Rosalia che non le permetterà di mettere al mondo il bambino che aspetta. Durante la cena Rosalia, che per tutti è Margherita, a sorpresa annuncia di essere incinta, mettendo Ferdinando nella posizione di non poterle fare del male. Dopo la cena Ferdinando cerca di aggredire Rosalia, accusandola di averlo tradito con un altro uomo. Giuseppe ascolta Maria parlare con un'altra domestica dato che tutti trovano sospetto il comportamento della donna che tutti continuano a credere Margherita, ad esempio ha cambiato abitudini e fatica a orientarsi nella villa: Giuseppe adesso ha capito che quella non è Margherita, ma la moglie Rosalia.
Patanè fa visita a Lucchesi in carcere dicendogli che il proiezionista è stato ucciso dalle stesse persone che vogliono incastrare Libero. Costanza si rivolge ai giornalisti e così esce la notizia del coinvolgimento del proiezionista nell’incendio. Guglielmo dice ad Augusto di far ritrattare Costanza che altrimenti potrebbe essere internata in manicomio, ma il cognato non sa come fare e rinchiude la figlia nella sua stanza. Guglielmo rivela ad Augusto di aver fatto uccidere lui il proiezionista, adesso Augusto ha capito quanto sia spietato il cognato, e teme per la vita di Costanza.
Giuseppe viene licenziato perché è stato assunto da Ferdinando e non dalla marchesa; prima di lasciare la villa parla con Rosalia: non gli importa delle motivazioni che l'hanno spinta a fingersi un'altra persona, lui la ama ancora, lei alla fine si rivela al marito che finalmente può riabbracciarla. 
Costanza non vuole ritrattare e così Guglielmo spinge Augusto a farlo di suo pugno. Il padre di Costanza si sente impotente e si sfoga poi con Antonio rivelandogli che gli anarchici non sono colpevoli dell'incendio. Antonio aveva consegnato Libero alla polizia non tanto per gelosia, ma perché lo riteneva realmente responsabile dell'incendio, essendosi fatto influenzare da quello che tutti dicevano su Libero dato che lo avevano additato come un criminale, ma adesso è perseguitato dal rimorso avendo condannato a morte certa un innocente. Antonio chiede perdono a Costanza e aiuta la ragazza a far visita a Libero in carcere la sera prima della sua impiccagione dandogli l'ultimo saluto. Matilde chiede ad Augusto di fare la cosa giusta e di salvare il ragazzo.
Arianna è costretta a comportarsi come una moglie servile e premurosa nei riguardi di Guglielmo, e incontra di nuovo Camilla. Il giorno dell'impiccagione è arrivato, Augusto all'ultimo momento salva Libero sul patibolo confermando la versione di Costanza e si prende la colpa dell'incendio. Lucchesi viene liberato e racconta al Prefetto che Guglielmo aveva ucciso sua moglie Eva e che Arianna è tornata a casa per smascherarlo. Difatti, mentre i poliziotti bloccano gli uomini di Guglielmo e la governante, la moglie lo provoca costringendolo a confessarle di aver ucciso Saverio ed Eva. Guglielmo però la porta via dalla stanza attraverso un passaggio segreto prima che possano i poliziotti fare irruzione  e la lega a un letto in un'altra stanza del palazzo e fa per farle fuoco; ma si ferma e fugge dalla finestra. Lucchesi promette ad Arianna che Guglielmo alla fine sarà arrestato dato che verrà diramato un mandato di cattura. Lei ora è al sicuro e può finalmente riabbracciare la figlia.
Rosalia e Giuseppe si vedono di nascosto nella stalla e tentano la fuga, venendo sorpresi da Ferdinando, il quale crede che Giuseppe sia l'uomo che con cui la moglie lo tradiva: nella colluttazione tra i due uomini Rosalia colpisce con un bastone alla testa Ferdinando uccidendolo, e dopo aver fatto scappare Giuseppe, slega il cavallo, così tutti penseranno che sia stato l'animale a ucciderlo involontariamente dopo che aveva disarcionato l'uomo mentre egli tentava di montarlo. Elvira scopre che è stata Rosalia ad aver ucciso Ferdinando, ma le dice che non la denuncerà chiedendole di non andarsene e di prendersi cura di Tommaso, dato che lei ha ancora pochi mesi di vita. Elvira ha capito che Rosalia ormai vuole bene a Tommaso come se fosse veramente suo figlio, chiedendole di accettare permanentemente il ruolo di Margherita e le dice che adesso con la morte di Ferdinando è vedova, quindi potrà sposare Giuseppe e prendersi cura di Tommaso, nominandola sua unica erede. 
Libero è salvo e può riabbracciare la sua Costanza. Giuseppe è stato assunto come cocchiere dalla marchesa Elvira e si sta affezionando a Tommaso, mentre Rosalia viene riconosciuta da Costanza e si toglie il velo. Le due donne si abbracciano: sono sopravvissute e sono state più forti del destino.
- Ascolti: telespettatori 2 384 000 – share 12,10%[6].